# Histomoniasis

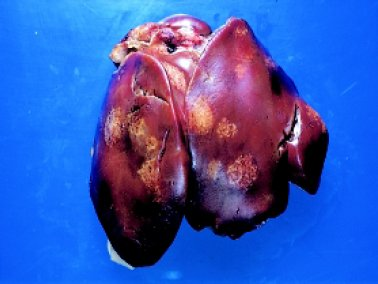
Lesiones en hígado de ave producidas por Histomonas meleagridis.

La histomoniasis, también conocida como la histomonosis, la enfermedad de la cabeza negra o  la tiflohepatitis del pavo, es una enfermedad parasitaria producida por el protozoo Histomonas meleagridis. Afecta a gallináceas en general y más especialmente a los pavos, siendo éstos los más sensibles a padecer el proceso patológico. También afecta a la perdiz, codorniz y gallina. Estas últimas son las más resistentes a padecer la enfermedad. Normalmente la difunden, transmiten, transportan pero no la padecen. Hasta los tres meses es la edad idónea para padecer un proceso agudo.
Tiene una importancia económica en criaderos de pavos. Ha ido decreciendo paulatinamente por disminuir su frecuencia de presentación, gracias a la toma de medidas de higiene adecuadas y a la adopción de medidas terapéuticas.

## Etiología
La enfermedad es producida por Histomonas meleagridis, un protozoo que se encuentra en el ciego y en los tejidos hepáticos de las gallináceas. En el medio, el parásito es muy lábil, por lo que aprovecha la presencia del nematodo Heterakis gallinarum en el ciego de las aves para colonizar los huevos de estos parásitos y salir con ellos al medio ambiente. Los huevos de Heterakis en el medio ambiente e infectados con Histomonas evolucionan a larvas infectantes, que son ingeridas por lombrices y se enquistan en su cavidad celómica. Estas lombrices actúan como hospedador intermediario. Cuando las aves ingieren la lombriz, se contaminan de Heterakis e Histomonas.

## Patogenia
Cuando Histomonas meleagridis llega al ciego, invade la mucosa cecal y produce un proceso inflamatorio (tiflitis), alimentándose de los tejidos animales por lo que produce úlceras. Esto trae consigo un fallo en la función de la mucosa, lo que conlleva a una mala absorción, con diarreas muy acuosas y de color amarillo.
Más tarde, el parásito coloniza el hígado, provocando un proceso ulcerativo. Este órgano aumenta de tamaño, se producen úlceras y, cuando la afección está avanzada, se dificulta la circulación de retorno hepático, lo que da lugar a cianosis en las mucosas, incluida la cresta de las aves afectadas.

## Cuadro clínico
Afecta más a animales jóvenes, y por especies, más a los pavos. Produce unos síntomas generales: decaimiento, plumas erizadas, alas caídas y un mal estado general. Más específicos es la diarrea acuosa con aspecto amarillento, y la cianosis que da el aspecto a la cabeza de negra en los animales infectados.
Las lesiones en la mucosa cecal y el tejido hepático pueden ser aprovechadas por patógenos oportunistas como E. coli y los coccidios.

## Diagnóstico
El diagnóstico debe ser asertivo en una coprología con heces frescas. También puede ser por necropsia, al ver las lesiones típicas en el ciego y el hígado.